# Pistolet maszynowy ZK-247
ZK-247 – czechosłowacki pistolet maszynowy skonstruowany w okresie międzywojennym przez braci Józefa i Franciszka Koucky. Była to broń samoczynno-samopowtarzalna, z kolbą stałą, zasilana z magazynków pudełkowych.